# Ulica Sandomierska w Kielcach

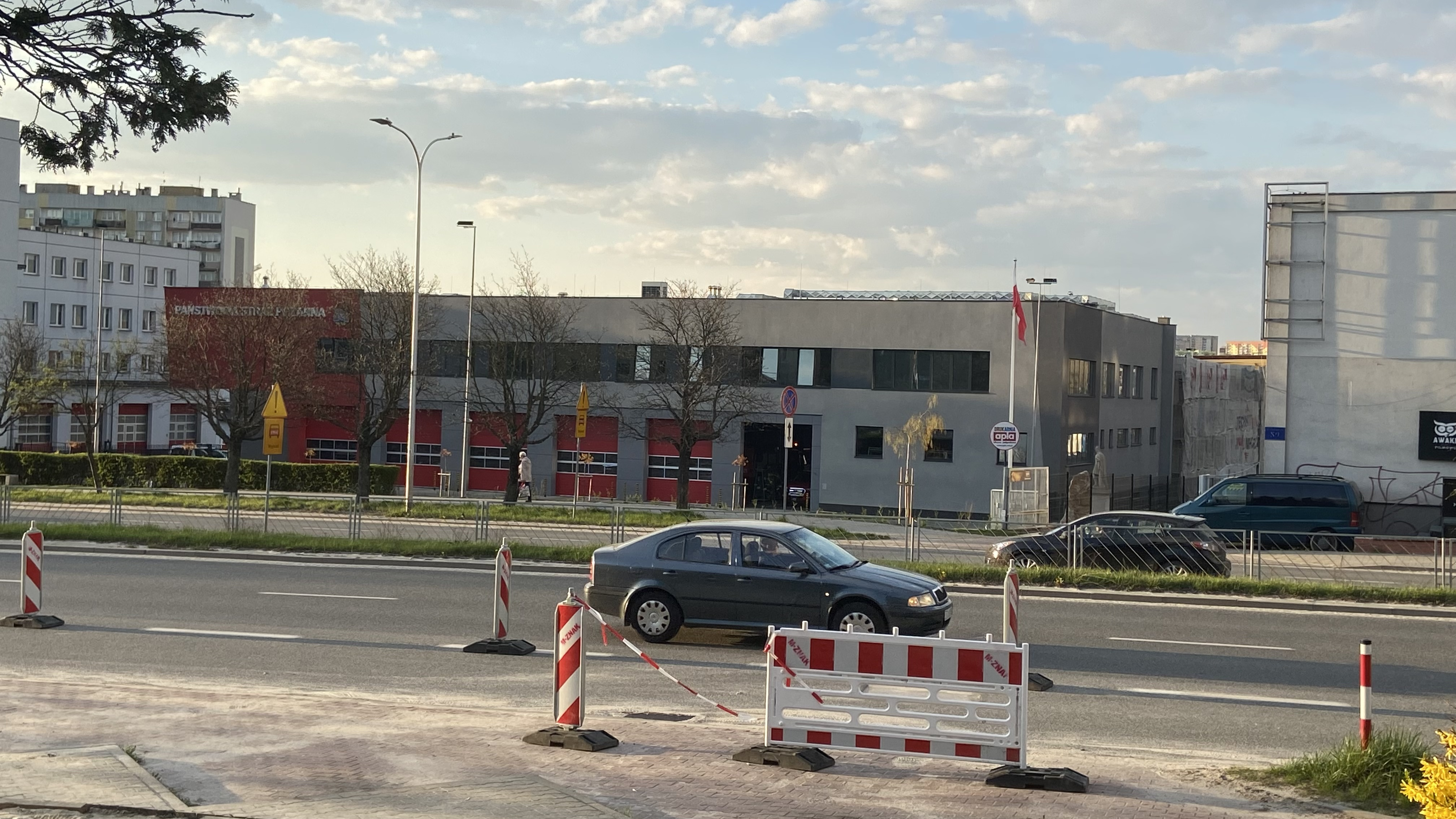
Widok na budynek Państwowej Straży Pożarnej

Ulica Sandomierska – ulica w Kielcach. Do 2011 roku była ona fragmentem drogi krajowej nr 74.

## Historia
Do 1916 roku ulica (wraz z ob. ul. Bodzentyńską) nosiła nazwę ul. Bożęcką. Wówczas została zmieniona przez okupacyjne władze austriackie na ulicę Bodzentyńską. Pod taką nazwą przetrwała do 1945 roku, kiedy to została zmieniona na ul. Armii Czerwonej. W latach 90. XX wieku fragment od Rynku do powstałej w latach 70. XX wieku Al. IX Wieków Kielc wrócił do poprzedniej nazwy, natomiast fragment od alei w kierunku wschodnim otrzymał nazwę ul. Sandomierskiej.
W przeszłości droga posiadała jedną jezdnię po 1 pasie ruchu, jednak w latach 70. XX wieku rozpoczęto wyburzenia okolicznych budynków pod poszerzenie ówczesnej ul. Armii Czerwonej do dwupasmowej drogi. W późniejszych latach od zachodniego początku ulicy do skrzyżowania z ulicami Szczecińską i Poleską poszerzono ją do 3 pasów ruchu w obie strony, z czego skrajnymi pasami są powstałe w 2010 roku bus-pasy.

## Przebieg
Ulica jedną z najdłuższych ulic w Kielcach - ma około 5,7 km długości. Zaczyna się na skrzyżowaniu z ulicą Źródłową oraz alejami: Solidarności i IX Wieków Kielc. Później krzyżuje się z ulicą Romualda i T. Włoszka, Małopolską, Śląską, Szczecińską i Poleską, G. Morcinka, W. Przyborowskiego i Wikaryjską, Cmentarną, oraz Lubrzanką, by skończyć się na granicy miasta z Cedzyną (gmina Górno), gdzie idzie dalej jako ulica Kielecka.

## Przebudowy ulicy Sandomierskiej
W 2010 roku oddano do użytku bus-pas na odcinku między skrzyżowaniem z ulicą Źródłową i alejami: Solidarności i IX Wieków Kielc oraz skrzyżowaniem z ulicami Szczecińską i Poleską. Wywołało to spore niezadowolenie wśród okolicznych mieszkańców i przedsiębiorców.
W 2022 roku wybudowana została ścieżka rowerowa w okolicy południowej jezdni na odcinku od skrzyżowania z ul. Źródłową i al. Solidarności do skrzyżowania z ulicami Szczecińską i Poleską. Do skrzyżowania z ul. Śląską ścieżka biegnie obok drogi, natomiast za skrzyżowaniem przebiega w miejscu dawnego bus-pasu. Przetarg na budowę ogłoszono pod koniec stycznia 2021 roku.
2 września 2024 ogłoszono konsultacje społeczne w sprawie budowy ścieżki rowerowej przy północnej jezdni ulicy Sandomierskiej pomiędzy skrzyżowaniem z al. Solidarności a ul. Śląską.

## Ważniejsze obiekty na ulicy Sandomierskiej
- Państwowa Straż Pożarna (przebudowana w latach 2019-2020)[9][10]
- siedziba Rejonu Energetycznego Kielce spółki PGE Dystrybucja S.A.[11]
- poczta Poczty Polskiej[12]
- Prokuratura Rejonowa Kielce Wschód i Kielce Zachód[13][14]
- Rejonowe Przedsiębiorstwo Zieleni i Usług Komunalnych Spółka z o.o.

## Komunikacja miejska
Na ulicy Sandomierskiej znajduje się 17 przystanków, które są obsługiwane przez 13 linii (10, 14, 19, 26, 38, 41, 43, 47, 50, 51, 53, F i Z).